# فالنتينو مانفريدونيا
فالنتينو مانفريدونيا (بالإيطالية: Valentino Manfredonia) (مواليد 29 سبتمبر 1989) هو ملاكم إيطالي، مثّل بلاده في الألعاب الأولمبية الصيفية 2016.

## روابط خارجية
فالنتينو مانفريدونيا على موقع بوكس ريك (الإنجليزية) (registration required)
- فالنتينو مانفريدونيا على موقع أوليمبيديا (الإنجليزية)